# Egernia saxatilis
Egernia saxatilis es una especie de escinco del género Egernia, familia Scincidae. Fue descrita científicamente por Cogger en 1960.
Habita en Australia (desde el oeste de Victoria hasta el norte de Nueva Gales del Sur).

## Descripción
Es un lagarto relativamente grande, en su mayoría de color marrón oscuro o negro, con una longitud total promedio de 215 mm. El lado superior negro tiene un patrón de escamas pálidas que aparecen como motas blancas. Las escamas de la espalda son aquilladas y ásperas al tacto, mientras que las escamas abdominales son lisas y no aquilladas. Estas escamas ventrales también son más pequeñas que las escamas dorsales. La parte inferior s ligeramente anaranjada y los lados ventrales de la cola y la garganta son blancos con marcas negras dispersas. En la parte del costado posee escamas negras con una dispersión de escamas marrones más claras. Los pies y los dedos son negros y brillantes. El labio superior del lagarto es de un color negro más claro que el resto del cuerpo. E. saxatilis alcanza una longitud máxima de 140 mm desde el hocico hasta el final de la cola. Es diurna y es más activa durante la mañana y al final de la tarde y pasa la mayor parte del tiempo refugiada en grietas de rocas. Cuando el clima es más cálido, saldrán de estos refugios para tomar el sol y buscar comida.

## Hábitat y distribución
La especie se encuentra en los bosques del sudeste de Australia, principalmente en la costa y en las cadenas montañosas cercanas. Habita principalmente los acantilados de basalto aflorantes de Warrumbungle Ranges, en Nueva Gales del Sur y los afloramientos rocosos de la Gran Cordillera Divisoria.
Esta especie prefiere un refugio permanente para el hábitat, incluidas las grietas de las rocas debajo de los cantos rodados y, a veces, la madera en los afloramientos rocosos. Las grietas grandes permiten que una familia más grande las ocupe, sin embargo, corren un mayor riesgo de ser atacadas por depredadores, incluidas las serpientes. Los hábitats de grietas rocosas permanentes tienen diferentes niveles de calidad según su nivel de exposición al sol y su capacidad para ofrecer beneficios de termorregulación a las lagartijas. Pasan la mayor parte de su tiempo dentro y alrededor de estos refugios. Tomar el sol y buscar comida ocurre muy cerca de este hogar permanente.

## Ecología
Egernia saxatilis está activa durante el día y come pequeños insectos, pero en algunas estaciones también puede comer vegetación. Vive en las grietas de los afloramientos rocosos y permanece cerca de la grieta. Es particularmente activo durante el clima cálido y, a menudo, interactúa socialmente. Puede ser agresivo con otras especies que entran en su área.
La organización social de estos lagartos australianos es muy compleja, ya que un estudio ha demostrado tendencias monógamas entre esta especie, contrariamente a la tendencia polígama de los reptiles en general. Los adultos y las crías pueden permanecer juntos durante más de un año, y la hembra produce anualmente de 2 a 3 crías. Son vivíparos. Según el examen de especies similares, se cree que pueden vivir 10 años y maduran entre 2 y 3 años.

## Dieta
Egernia saxatilis se alimenta de invertebrados y son principalmente insectívoros. Sin embargo, las plantas constituyen una cantidad significativa de la dieta en ciertas estaciones del año y para individuos más grandes. Se alimenta principalmente de escarabajos, hormigas, cucarachas y saltamontes.